# Franc Horvat
Franc Horvat vagy Feri Horvat (Gesztenyés, 1941. szeptember 26. – Regede, 2020. augusztus 1.) szlovén politikus. A szlovén nemzetgyűlés elnöke (2004).

## Életútja
1941. szeptember 26-án, az akkor Magyarországhoz tartozó Gesztenyésen született.
A Maribori Egyetemen szerzett közgazdasági diplomát, majd különböző szlovén ipari és pénzügyi cégeknél dolgozott; 1975 és 1986 között vezető beosztásban. Hosszú évekig az Európai Természetes Ásványvizek Szövetségének alelnöke volt. 1988 és 1991 között a szocialista Jugoszlávia gazdasági és kereskedelmi kapcsolatokért felelős titkáraként dolgozott Belgrádban, valamint a Szlovén Kereskedelmi Kamara elnöke volt. 1991-ben visszatért a függetlenné vált Szlovéniába. Alapító tagja volt a szlovén Szociáldemokrata Pártnak. Először 1992-ben választották meg a Szlovén Köztársaság Nemzetgyűlésébe, ahol négy ciklust töltött be a szociáldemokraták tagjaként.
2004. július 12. és október 22. között a nemzetgyűlés elnöke volt.